# Sofito

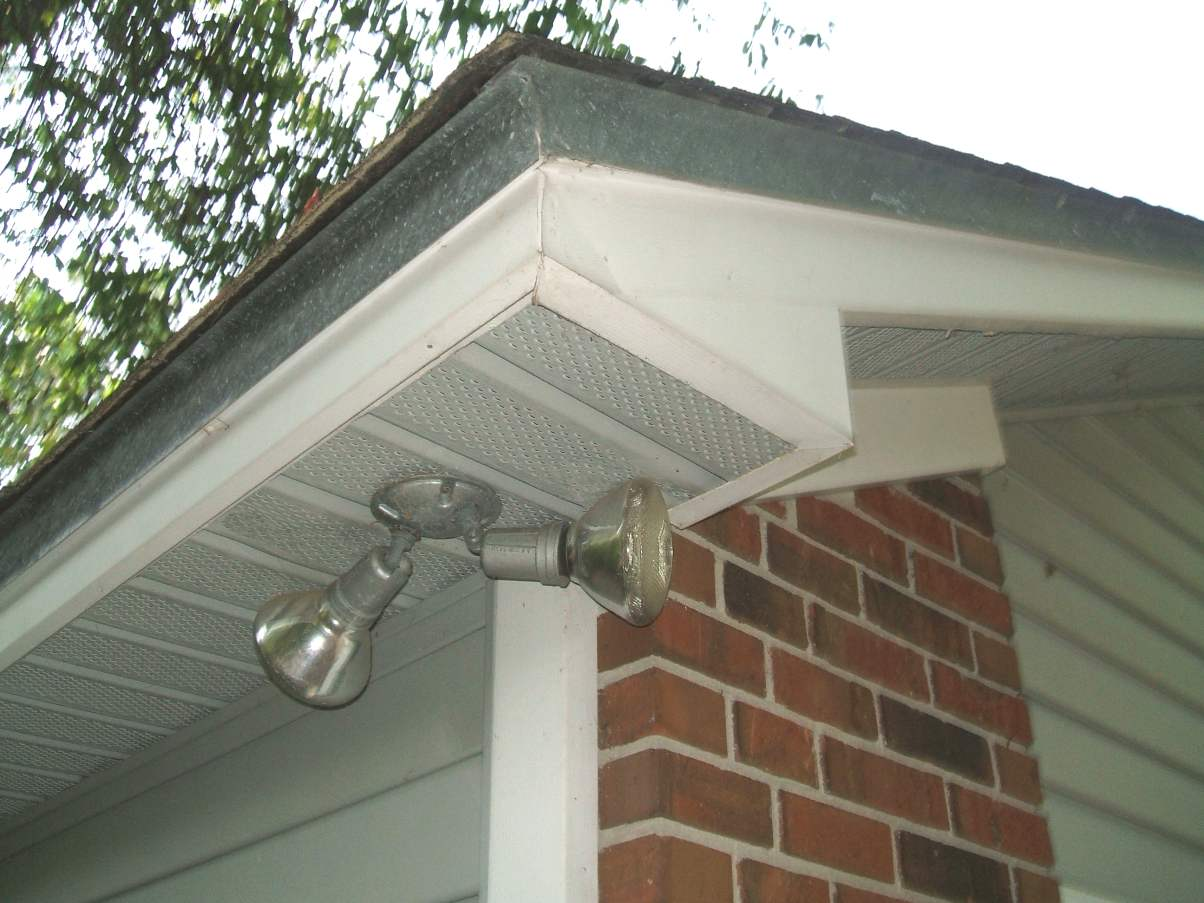
Sofito de la cubierta de una casa.

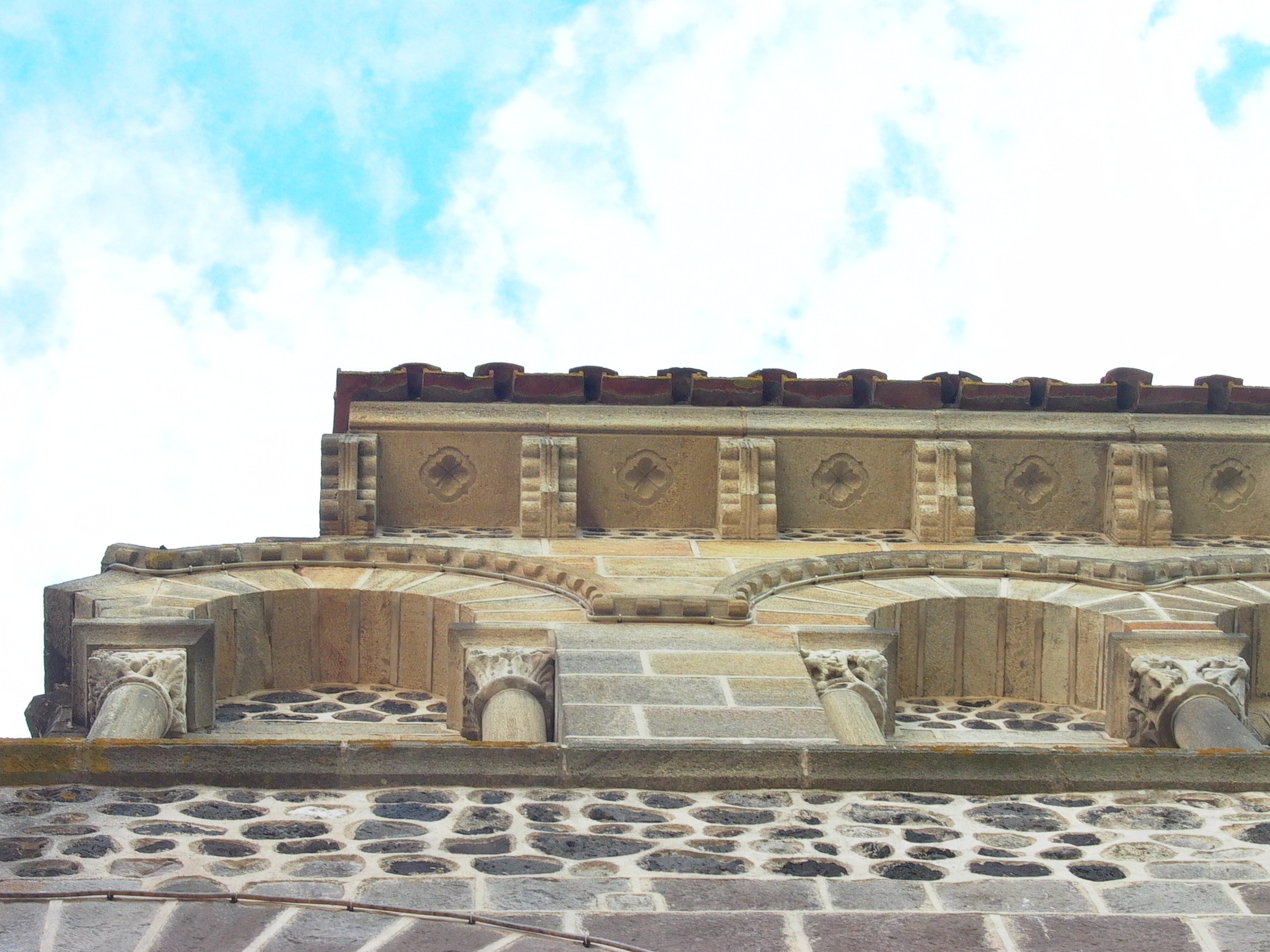
Sofitos entre modillones (tribunas de la iglesia de la abadía de Mozac en el Puy-de-Dôme).

Un sofito, en arquitectura, es generalmente la parte inferior de un elemento horizontal y corrido que sobresale, a menudo la parte inferior de una cornisa, arquitrabe, voladizo o de un elemento que cierre un vano o espacio cubierto en su parte superior, cualquiera que sea su forma. Puede ser exterior o interior.
Su forma arquetípica, que a veces incorpora o implica la proyección de vigas, es la parte inferior de los aleros (para conectar un muro de contención a los bordes salientes de la cubierta). Se ha empleado también para cubrir el plano expuesto del relleno del marco, como la moldura o la cara vertical, para llenar el espacio entre el techo y la parte superior de los armarios empotrados, para incorporar secciones de falsa pared y, en su punto más tenso, la cara de falsos techos, con fines estéticos o más generalmente para el paso de redes de fontanería, calefacción, aire acondicionado y / o ventilación.
En la arquitectura románica del siglo XII, el sofito es una losa decorativa colocada entre dos ménsulas o modillones. Esta losa marca el avance de la cubierta de una iglesia románica.  

## Etimología
El término sofito proviene del italiano soffitto, "techo" y este del latín suffictus, "fijado por debajo", de sufigere: de sub: "bajo" y figere: "clavar, fijar").